# 벤저민 해리슨 행정부
벤저민 해리슨의 미국 대통령 임기는 1889년 3월 4일부터 1893년 3월 4일까지였다. 인디애나주 출신의 공화당원 해리슨은 1888년 선거에서 민주당 현직 대통령 그로버 클리블랜드를 물리치고 23대 미국 대통령으로 취임했다. 4년 후 그는 1892년 대통령 선거에서 클리블랜드에게 재선에 실패하여, 전임자에게 직위를 승계한 최초의 미국 대통령이 되었다.
해리슨과 공화당이 장악한 제51차 미국 의회(민주당원들은 "10억 달러 의회"라고 조롱함)는 19세기 후반 가장 야심 찬 국내 의제를 법제화했다. 그의 행정부의 특징은 역사적인 보호 무역 관세율을 부과한 매킨리 관세와 연방 정부가 트러스트를 조사하고 기소할 권한을 부여한 셔먼 반독점법을 포함한다. 관세로 인한 잉여 수입 덕분에 그의 임기 동안 연방 지출은 처음으로 10억 달러에 달했다. 해리슨은 1891년 토지 개혁법(General Revision Act) 개정을 통해 국유림의 생성을 촉진했으며, 미국 해군을 크게 강화하고 현대화했다. 그는 남부의 아프리카계 미국인을 위한 연방 교육 자금 지원과 투표권 집행을 헛되이 제안했다. 해리슨의 대통령 재임 기간 동안 다른 어떤 대통령보다 많은 6개의 새로운 주가 추가되었다. 외교 분야에서 해리슨은 미국 수출을 적극적으로 장려하고, 라틴아메리카에서 관세 호혜를 추구하며, 환태평양 지역에서 미국의 영향력을 확대하기 위해 노력했다.

## 1888년 선거

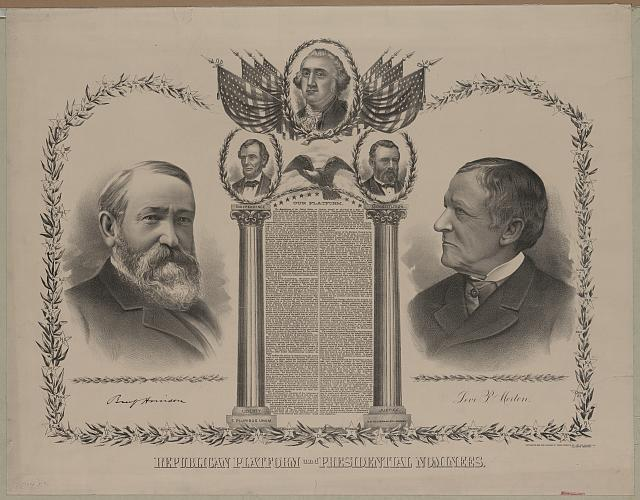
해리슨-모턴 선거 포스터

1888년 대통령 선거에서 공화당 후보 지명의 초기 유력자는 1884년 대통령 선거에서 당의 후보였던 제임스 G. 블레인이었다. 블레인이 후보 지명에 대한 어떠한 관심도 없음을 부인하는 여러 서한을 작성한 후, 그의 지지자들은 다른 후보들로 나뉘었으며, 그중 오하이오주의 존 셔먼이 선두 주자였다. 뉴욕주의 챈시 디퓨, 미시간주의 러셀 앨저, 연방 항소 판사 월터 Q. 그레샴 등 다른 후보들도 1888년 공화당 전당대회에서 대의원들의 지지를 얻으려 했다. 블레인은 공개적으로 후임 후보를 지지하지 않았지만, 1888년 3월 1일 그는 사적으로 "내 판단에 가장 좋은 사람은 벤저민 해리슨"이라고 썼다.
해리슨은 1881년부터 1887년까지 미국 상원에서 인디애나주를 대표했지만, 1886년 재선에 실패했다. 1888년 2월, 해리슨은 자신을 "살아있고 활력을 되찾은 공화당원"이라고 선언하며 공화당 대통령 후보 지명을 위한 출마를 발표했다. 그는 1888년 공화당 전당대회 첫 투표에서 셔먼이 선두인 가운데 5위를 차지했으며, 다음 몇 차례 투표에서도 큰 변화는 없었다. 블레인 지지자들은 여러 후보들 사이에서 지지를 옮기다가 해리슨에게로 옮겨가자, 그들은 다른 많은 대표단들의 표를 얻을 수 있는 후보를 찾았다. 해리슨은 8차 투표에서 544대 108표로 당의 대통령 후보로 지명되었다. 뉴욕주의 리바이 P. 모턴이 그의 러닝메이트로 선택되었다.

1888년 선거인단 투표 결과

총선에서 해리슨의 상대는 현직 대통령 그로버 클리블랜드였다. 해리슨은 1884년 블레인이 포기했던 전통적인 현관 캠페인을 다시 시작했다. 그는 인디애나폴리스를 방문하는 대표단들을 맞이하고 자신의 고향에서 90번 이상 성명을 발표했다. 클리블랜드는 단 한 번의 공개 캠페인에만 모습을 드러냈다. 공화당원들은 보호 관세를 지지하며 북부의 주요 산업 주에서 보호주의 유권자들을 동원했다. 선거는 스윙 스테이트인 뉴욕, 뉴저지, 코네티컷, 그리고 해리슨의 고향인 인디애애나에 집중되었다. 해리슨과 클리블랜드는 이 네 주를 양분했는데, 해리슨은 뉴욕과 인디애나에서 승리했다. 투표율은 79.3%로, 캠페인에 대한 높은 관심을 반영했으며, 거의 1,100만 표가 던져졌다. 클리블랜드보다 약 9만 표 적은 일반 투표를 받았음에도 불구하고, 해리슨은 선거인단 투표에서 233대 168로 승리했다. 이는 승리자가 일반 투표에서 패배한 세 번째 미국 대통령 선거였다.
해리슨은 어떠한 정치적 협상도 하지 않았지만, 그의 지지자들은 그를 위해 많은 약속을 했다. 펜실베이니아주의 보스 매슈 퀘이는 해리슨이 자신의 근소한 승리를 섭리 덕분으로 돌리자, 퀘이는 해리슨이 "그를 대통령으로 만들기 위해 얼마나 많은 사람들이 교도소에 가까이 가야 했는지" 결코 알지 못할 것이라고 외쳤다. 동시 의회 선거에서 공화당은 하원에서 19석을 늘려 하원의 통제권을 얻었다. 당은 또한 상원의 통제권도 유지하여, 1874년 선거 이래 처음으로 한 정당이 의회와 대통령직을 통합적으로 통제하게 되었다. 공화당의 압승은 해리슨이 그 결과로 탄생한 51대 의회에서 야심 찬 입법 의제를 추진할 수 있게 했다.

## 취임식

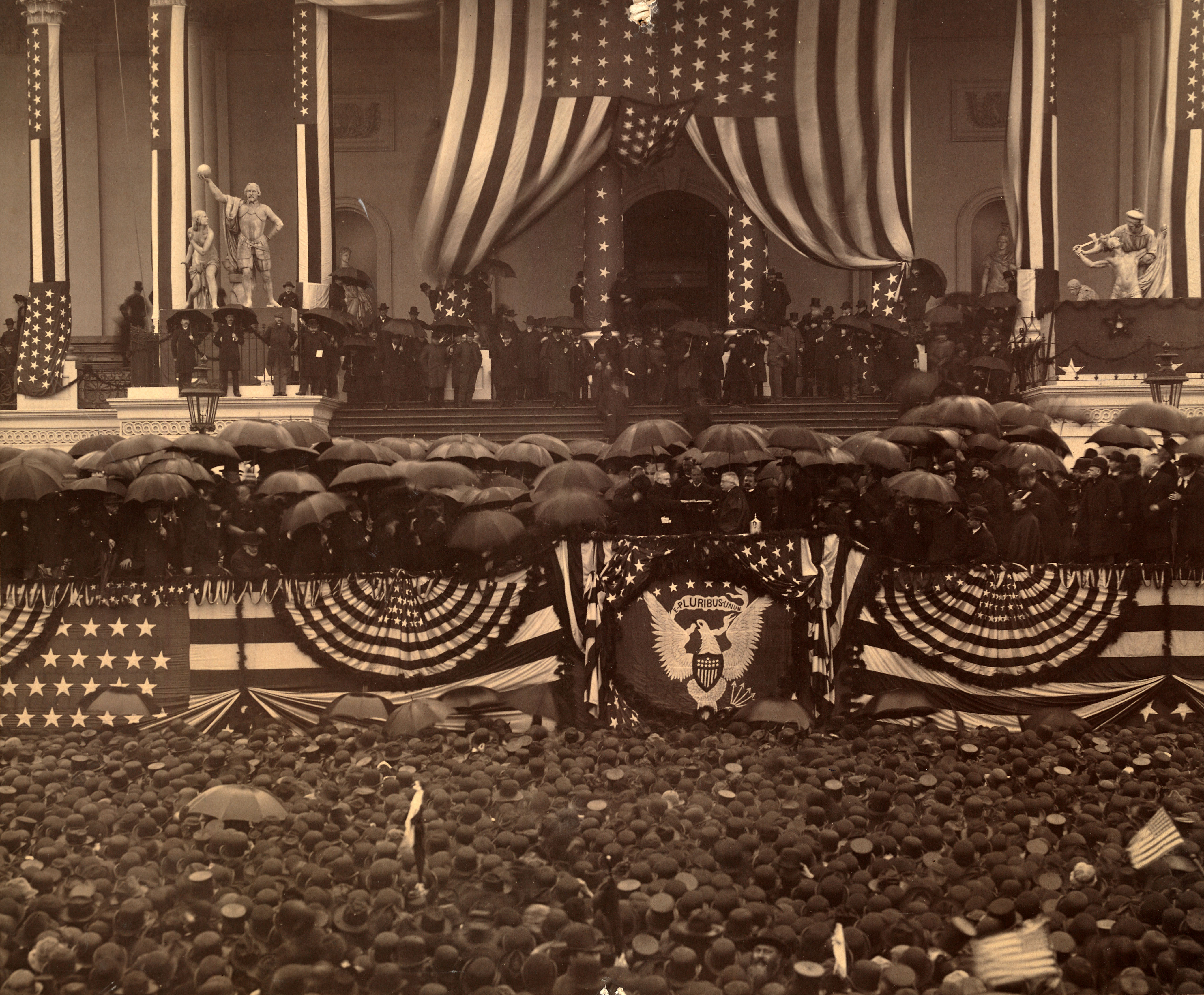
벤저민 해리슨의 1889년 3월 4일 취임식 광경. 클리블랜드가 해리슨의 우산을 들고 있다.

해리슨은 1889년 3월 4일 대법원장 멜빌 풀러에 의해 취임 선서를 했다. 키 5피트 6인치(168cm)로, 가장 키가 작은 대통령인 제임스 매디슨보다 약간 더 컸지만 훨씬 더 무거웠다. 그는 또한 완전한 수염을 기른 네 번째 (그리고 마지막) 대통령이었다. 해리슨의 취임식은 워싱턴 D.C.의 빗속에서 거행되었다. 퇴임하는 그로버 클리블랜드 대통령은 식에 참석하여 해리슨이 취임 선서를 할 때 그의 머리 위로 우산을 들고 있었다. 해리슨의 연설은 짧았으며, 그의 할아버지인 윌리엄 헨리 해리슨의 연설 길이의 절반에 불과했다. 윌리엄 헨리 해리슨의 연설은 미국 대통령 취임 연설 중 가장 긴 기록을 보유하고 있다.
연설에서 벤저민 해리슨은 국가의 성장을 교육과 종교의 영향 덕분으로 돌리고, 면화 주와 광산 지역이 동부 주들의 산업적 규모를 달성하도록 촉구했으며, 보호 관세를 약속했다. 상업에 대해 그는 "만약 우리의 거대 기업들이 법적 의무와 책임을 더 철저히 준수한다면, 그들은 자신들의 권리 제한이나 운영 방해에 대해 불평할 필요가 없을 것"이라고 말했다. 그는 신탁 규제, 철도 직원들을 위한 안전 법규, 교육 지원, 그리고 내부 개선을 위한 자금 조달을 요구했다. 해리슨은 또한 준주의 조기 주 승격을 촉구했으며, 재향 군인들을 위한 연금을 주장했고, 이는 열광적인 박수갈채를 받았다. 외교 분야에서 해리슨은 먼로주의를 외교 정책의 주요 기조로 재확인하며, 해군의 현대화를 촉구했다. 그는 또한 외국 정부의 내정 불간섭을 통한 국제 평화에 대한 약속을 했다.

## 행정부

### 내각

#### 임명

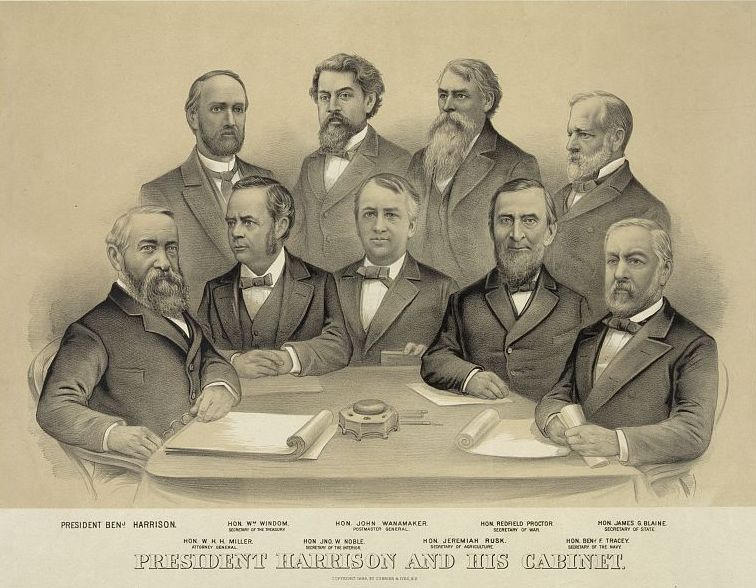
1889년 해리슨 내각.
앞줄 (왼쪽에서 오른쪽): 해리슨, 윌리엄 윈덤, 존 워너메이커, 레드필드 프록터, 제임스 G. 블레인.
뒷줄 (왼쪽에서 오른쪽): 윌리엄 H. H. 밀러, 존 윌록 노블, 제러마이아 M. 러스크, 벤저민 F. 트레이시.

1895년 이스트먼 존슨이 그린 벤저민 해리슨 유화 초상화

해리슨의 내각 선택은 뉴욕에서 펜실베이니아, 아이오와에 이르는 핵심 공화당원들을 소외시켰고, 그의 정치적 권력과 미래를 조기에 손상시켰다. 상원의원 셸비 컬럼은 연방 직책을 정실 인사에 사용하려는 해리슨의 확고한 반대 입장을 다음과 같이 설명했다. "해리슨은 다른 어떤 상원의원에게도 그랬듯이 나에게도 잘 대해줬다고 생각한다. 그러나 그가 나를 위해 무엇을 할 때마다, 그것은 너무나 불쾌하게 이루어져 양보가 기쁨보다는 분노를 불러일으켰다." 해리슨은 제임스 A. 가필드 대통령의 국무장관 지명자였던 블레인이 가필드 행정부의 인사를 선택하는 데 너무 많은 권한을 가졌다고 생각했고, 비슷한 시나리오를 피하고자 했기 때문에 국무장관으로 제임스 G. 블레인의 지명을 지연시키는 것으로 내각 구성을 시작했다. 이러한 초기 무시에도 불구하고, 블레인과 해리슨은 대부분의 주요 정책 문제에서 공통점을 찾았다. 블레인은 해리슨 행정부에서 중요한 역할을 했지만, 해리슨은 외교 분야에서 대부분의 주요 정책 결정을 내렸다. 블레인은 건강상의 문제로 1892년 사임할 때까지 내각에 재직했다. 그는 경험 많은 외교관 존 W. 포스터로 교체되었다.
재무장관이라는 중요한 직책에 해리슨은 주 당의 통제권을 놓고 다투던 뉴욕의 강력한 공화당원인 토마스 C. 플랫과 워너 밀러를 거부했다. 대신 그는 뉴욕에 거주하며 가필드 밑에서 같은 직책을 역임했던 중서부 출신의 윌리엄 윈덤을 선택했다. 뉴욕 공화당원들은 해군장관으로 임명된 벤저민 F. 트레이시에 의해 내각에 대표되었다. 오하이오의 전 주지사 찰스 포스터 (오하이오 정치인)는 1891년 윈덤의 사망 후 그를 계승했다. 우정청장 존 워너메이커는 펜실베이니아 공화당원들을 대표했는데, 이들 중 다수는 자신의 주 당이 더 중요한 내각 자리를 얻지 못해 실망했다. 클리블랜드 임기 말에 설립된 농무장관직에 해리슨은 위스콘신 주지사 제러마이아 M. 러스크를 임명했다. 부패하지 않기로 유명한 철도 변호사 존 윌록 노블은 스캔들로 얼룩진 내무부 장관이 되었다. 해리슨의 지명에 핵심적인 역할을 했던 버몬트 출신의 레드필드 프록터는 전쟁장관직을 보상으로 받았다. 프록터는 1891년 상원 의석을 차지하기 위해 사임했고, 이 시점에서 그는 스티븐 B. 엘킨스로 교체되었다. 해리슨의 친한 친구이자 전 법률 파트너였던 윌리엄 H. H. 밀러는 법무장관이 되었다. 해리슨의 일반적인 일정은 주당 두 번의 전체 각료 회의와 각 각료와의 별도의 주간 일대일 회의를 포함했다.

## 사법부 임명

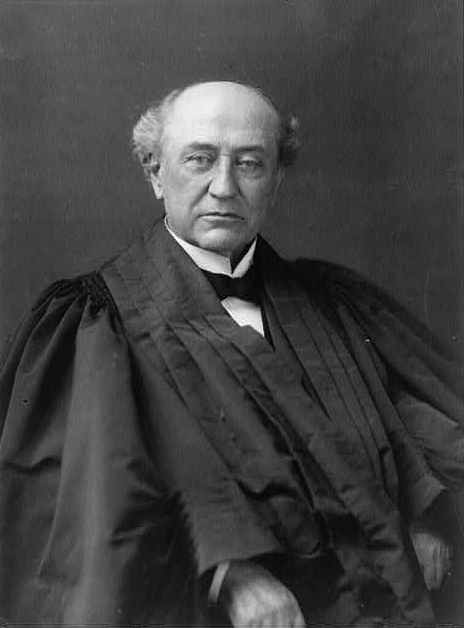
해리슨은 데이비드 조시아 브루어를 포함하여 네 명의 대법관을 임명했다.

해리슨은 미국 연방 대법원에 네 명의 대법관을 임명했다. 첫 번째는 제8순회항소법원 판사였던 데이비드 조시아 브루어였다. 브루어는 대법관 스티븐 존슨 필드의 조카였으며, 이전에 내각 직책을 고려하기도 했다. 브루어의 지명 직후, 매튜스 대법관이 사망하여 또 다른 공석이 생겼다. 해리슨은 첫 번째 공석에 미시간주 판사이자 해사법 전문가인 헨리 빌링스 브라운을 고려했고, 이제 그를 두 번째 공석에 지명했다. 1892년에 발생한 세 번째 공석에는 해리슨이 조지 쉬라스를 지명했다. 쉬라스의 임명은 그의 나이(60세)가 신임 대법관으로는 평소보다 많았기 때문에 다소 논란이 있었지만, 그는 상원의 승인을 얻었다. 마지막으로, 임기 말에 해리슨은 1893년 1월에 사망한 라마르 대법관을 대체하기 위해 하웰 에드먼즈 잭슨을 지명했다. 해리슨은 다음 상원이 민주당에 의해 통제될 것임을 알았으므로, 그의 지명자가 거부되지 않도록 친분이 있던 테네시 출신의 존경받는 민주당원 잭슨을 선택했다. 잭슨의 지명은 실제로 성공했지만, 그는 법원에서 단 2년 만에 사망했다. 해리슨이 임명한 다른 대법관들은 1900년 이후에도 재직했으며, 브루어는 1910년 사망할 때까지 가장 늦게 법원을 떠났다.
해리슨은 1891년 사법법에 서명했는데, 이 법은 미국 순회법원을 폐지하고 미국 항소법원을 신설했다. 이 법은 대법관들이 "순회 재판"을 하는 관행을 종료시켰다. 이러한 관행의 종식과 영구적인 중간 상소법원의 설립은 대법원이 직면한 업무 부담을 크게 줄였다. 해리슨은 항소법원에 10명, 순회법원에 2명, 지방법원에 26명의 판사를 임명했다. 해리슨은 의회가 순회법원을 폐지하고 항소법원을 선호하게 되었을 때 재임했기 때문에, 그와 그로버 클리블랜드는 두 기관 모두에 판사를 임명한 유일한 두 대통령이었다.

## 연방에 편입된 주
해리슨의 대통령 재임 기간 동안 다른 어떤 대통령보다 많은 주가 연방에 편입되었다. 해리슨이 취임했을 때, 의회 민주당원들이 공화당 의원을 배출할 것이라고 믿는 주들의 편입을 꺼려했기 때문에 10년 이상 새로운 주가 편입되지 않고 있었다. 공화당은 상원에서 당의 다수 의석을 강화하기 위해 50대 의회의 레임덕 회기 동안 새로운 주를 편입하는 법안을 통과시켰다. 노스다코타주, 사우스다코타주, 몬태나주, 워싱턴주는 모두 1889년 11월에 주가 되었다. 다음 해 7월에는 아이다호주와 와이오밍주도 편입되었다. 이 주들은 합쳐서 51대 의회에 12명의 공화당 상원의원을 보냈다.

## 경제 정책

### 반독점법

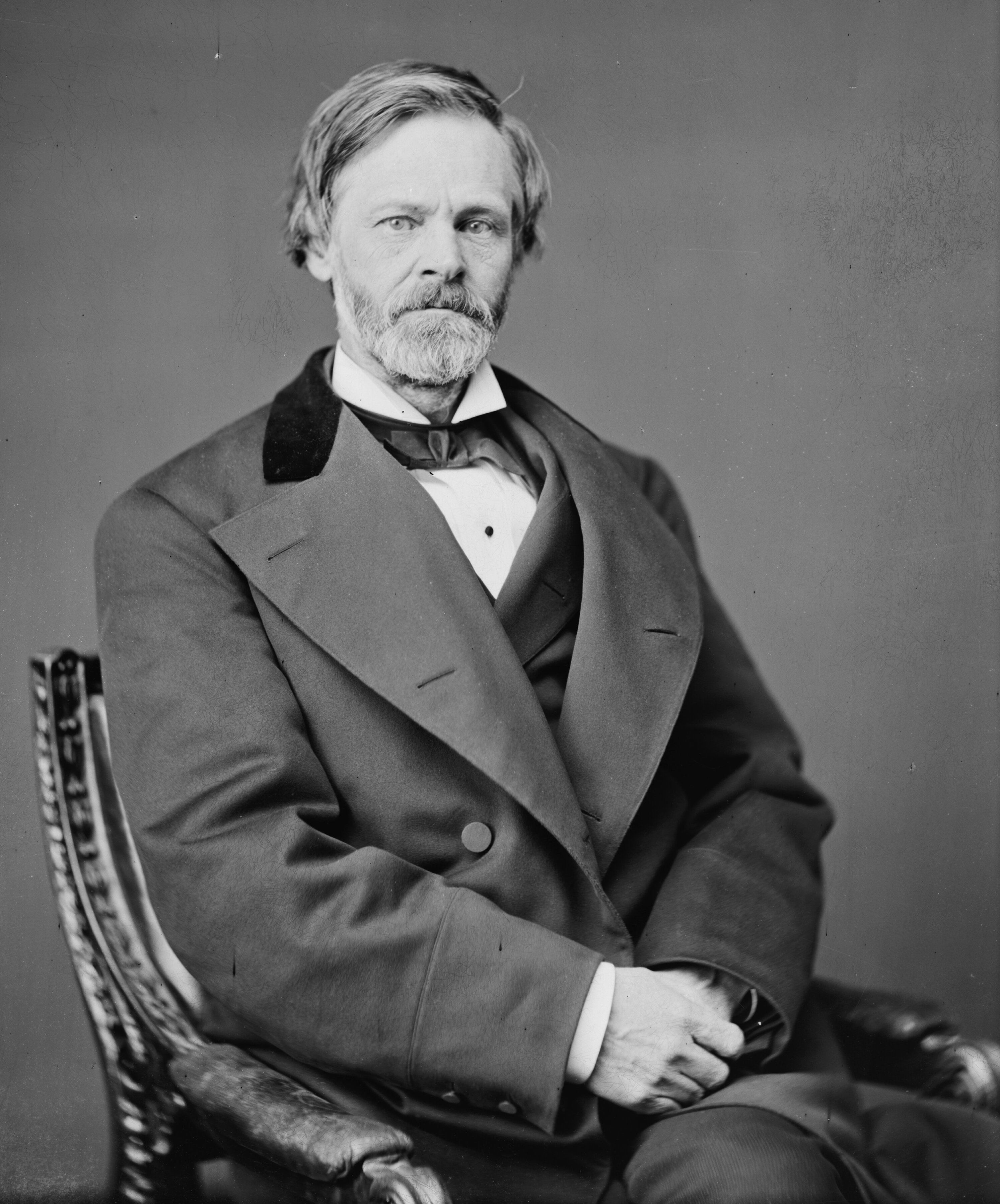
존 셔먼 상원의원은 해리슨과 긴밀히 협력하여 독점 및 통화 정책을 규제하는 법안을 작성했다.

양당의 의원들은 여러 경쟁 회사들이 합쳐져 공동 관리되는 사업체를 형성하는 사업 형태인 19세기 신탁의 성장과 힘에 대해 우려했다. 1879년 스탠더드 오일이 설립된 이래, 신탁은 철강, 설탕, 위스키, 담배 등 여러 생산 분야에서 독점을 창출했다. 해리슨 행정부는 의회 지도자들과 협력하여 셔먼 반독점법을 제안하고 통과시켰는데, 이는 제51차 미국 의회의 첫 주요 법안 중 하나였다. 이 법안은 "무역 또는 상업을 제한하는 신탁 형태의 모든 결합은 불법으로 선언된다"고 명시했다.
1887년 주간 통상법과 함께, 셔먼 법은 연방 정부가 경제를 규제하기 위해 취한 첫 번째 주요 연방 조치 중 하나를 나타냈다. 해리슨은 이 법과 그 취지를 승인했지만, 그의 행정부는 이를 시행하는 데 특별히 적극적이지 않았다. 법무부는 일반적으로 복잡한 반독점 사건을 추적하기에 인력이 너무 부족했으며, 법의 모호한 언어와 판사들의 좁은 해석으로 인해 시행이 더욱 저해되었다. 이러한 장애물에도 불구하고, 정부는 해리슨 재임 기간 동안 한 건의 사건(테네시 석탄 회사에 대한)을 성공적으로 종결했으며, 다른 여러 신탁에 대한 사건을 시작했다. 상대적으로 제한된 집행 권한과 대법원의 좁은 법 해석은 결국 1914년 클레이턴 반독점법의 통과를 이끌어냈다.

### 관세
관세는 1889년 연방 수입의 60%를 차지했으며, 도금 시대의 주요 정치적 논쟁의 원천이었다. 안정적인 통화와 함께 높은 관세는 해리슨 경제 정책의 핵심 측면이었는데, 그는 관세가 값싼 수입품으로부터 국내 제조업 일자리를 보호한다고 믿었기 때문이다. 높은 관세율은 재무부에 막대한 잉여금을 초래했으며, 이는 많은 민주당원들과 성장하는 인민주의자 운동이 관세 인하를 요구하도록 만들었다. 그러나 대부분의 공화당원들은 예산 잉여금을 내부 개선에 사용하고 일부 내부 세금을 없애는 것을 선호했다. 그들은 1888년 선거에서의 승리를 관세율 인상을 위한 위임으로 보았다.
해리슨은 관세 논쟁에 적극적으로 참여했으며, 새로운 관세 법안에 대한 의원들의 지지를 얻기 위해 만찬회를 열기도 했다. 윌리엄 매킨리 하원의원과 넬슨 W. 올드리치 상원의원은 매킨리 관세를 도입했는데, 이는 관세를 인상하고 일부 세율을 의도적으로 금지 수준으로 설정하여 수입을 억제하려는 것이었다. 제임스 블레인 국무장관의 촉구에 따라 해리슨은 호혜성 조항을 추가하여 관세 법안을 강화하려고 시도했다. 이 조항은 대통령이 다른 국가들이 미국 수출품에 대한 자신들의 관세를 인하할 때 세율을 인하할 수 있도록 허용했다. 이 법안의 호혜성 특징은 대통령에게 관세율을 일방적으로 수정할 수 있는 권한을 부여하여 당시로서는 이례적으로 높은 권한을 위임했다. 수입 원당에 대한 관세는 폐지되었고, 미국 내 설탕 재배자들에게는 생산량에 대해 파운드당 2센트의 보조금이 지급되었다. 공화당 지도자들이 셔먼 반독점법 통과 및 기타 양보를 통해 서부 상원의원들의 표를 얻은 후 의회는 법안을 통과시켰고, 해리슨은 1890년 10월 매킨리 관세법에 서명했다.
해리슨 행정부는 미국 무역을 확대하기 위해 유럽 및 라틴 아메리카 국가들과 12개 이상의 호혜 협정을 협상했다. 인하와 호혜에도 불구하고, 매킨리 관세는 미국 역사상 가장 높은 평균 세율을 제정했으며, 이와 관련된 지출은 "10억 달러 의회"라는 명성에 기여했다.

### 화폐
1880년대의 가장 불안정한 문제 중 하나는 통화가 금과 은에 의해 뒷받침되어야 하는지, 아니면 금만으로 뒷받침되어야 하는지였다. 19세기 후반 전 세계적인 디플레이션으로 인해 엄격한 금본위제는 채무의 상응하는 감소 없이 소득 감소를 초래하여 채무자와 빈곤층이 인플레이션 조치로 은화 주조를 요구하도록 만들었다. 은은 법적으로 금과 동등한 가치보다 낮았기 때문에 납세자들은 정부 청구서를 은으로 지불했고, 국제 채권자들은 금으로 지불할 것을 요구하여 국가의 금 공급량이 고갈되는 결과를 초래했다. 이 문제는 당파를 초월하여 서부 공화당원과 남부 민주당원이 은의 자유 주조를 요구하는 데 합류했으며, 북동부의 양당 대표들은 금본위제를 고수했다.
은화 발행 문제는 1888년 선거 운동에서 크게 논의되지 않았다. 해리슨은 두 입장 사이에서 중도적인 길을 택하려고 시도하며, 은의 자유 발행을 지지했지만, 금과의 고정된 비율이 아닌 은 자체의 가치로 발행할 것을 주장했다. 의회는 해리슨의 제안을 채택하지 않았지만, 1890년 7월 셔먼 상원의원은 셔먼 은 구매법의 통과를 얻어냈다. 셔먼 은 구매법은 정부가 주기적으로 매달 구매해야 하는 은의 양을 450만 온스로 늘렸다. 이 법안이 은을 둘러싼 논란을 종식시킬 것이라고 믿은 해리슨은 이 법안에 서명했다. 그러나 이 법안의 효과는 국가의 금 공급량을 더욱 고갈시키는 것이었고, 이는 해리슨이 퇴임한 후에도 지속될 문제였다. 이 법안과 은 논쟁은 또한 공화당을 분열시켜, 은의 자유 발행을 지지하는 서부 의원들의 영향력 있는 파벌인 실버 공화당의 부상을 초래했다. 이 실버 공화당원들 중 다수는 나중에 민주당에 합류했다.

## 국내 정책

### 공무원 개혁과 연금

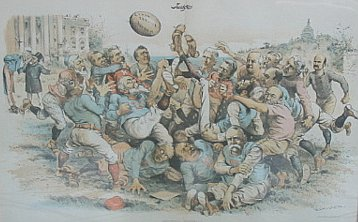
정치적 풋볼

공무원 개혁은 해리슨의 당선 이후 중요한 문제였다. 해리슨은 엽관제에 반대하여 실적주의의 지지자로서 선거 운동을 벌였다. 1883년 펜들턴법 통과로 정부 직책 임명에서 정실 인사의 역할이 줄어들었지만, 해리슨은 취임 후 첫 몇 달을 정치적 임명을 결정하는 데 보냈다. 의회는 공무원 개혁에 대해 심각하게 분열되어 있었고 해리슨은 어느 한쪽을 소외시킬까 봐 이 문제를 다루기를 꺼려했다. 이 문제는 당시의 정치적 풋볼이 되었고 "양측이 계속 차려고 할 때 내가 무엇을 할 수 있겠는가?"라는 캡션이 달린 만화로 불멸화되었다. 해리슨은 개혁가인 시어도어 루스벨트와 휴 스미스 톰슨을 인사위원회에 임명했지만, 그 외에는 개혁 추진을 위해 거의 하지 않았다. 해리슨은 실적주의 확대를 자주 요구하고 존 워너메이커 우정청장의 행정부에 대해 불평했던 루스벨트를 대체로 무시했다.

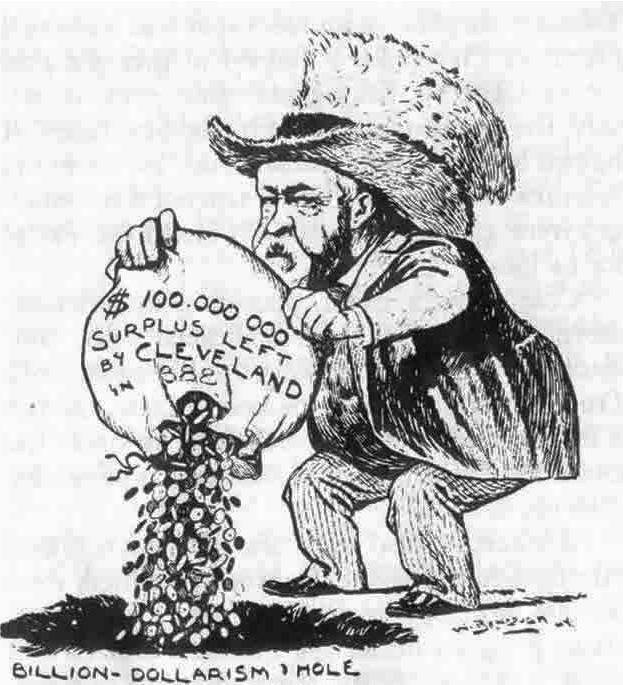
벤저민 해리슨과 의회는 이 퍽의 만화에서 "10억 달러 의회"로 묘사되어 잉여금을 낭비하고 있다.

해리슨이 증가하는 연방 재정 잉여금에 대한 해결책은 남북 전쟁 참전 용사들(대부분 공화당원)에 대한 연금을 늘리는 것이었다. 그는 의회에서 옹호했던 독립 및 장애 연금법의 제정을 감독했다. 이 법은 남북 전쟁 참전 용사들에게 장애 원인과 상관없이 연금을 지급했을 뿐만 아니라, 골치 아픈 연방 예산 잉여금의 일부를 소진시켰다. 연금 지출은 해리슨 재임 기간 동안 1억 3천 5백만 달러에 달했는데, 이는 당시 미국 역사상 이 종류의 지출 중 가장 큰 금액으로, 부분적으로는 연금국 국장 제임스 R. 태너의 연금법에 대한 광범위한 해석에 기인했다. 존 노블 내무장관의 연금국 조사 결과 태너 하에서 호화롭고 불법적인 현금 지급의 증거가 발견되었다. 해리슨은 태너를 임명한 것이 그의 명백한 느슨한 관리 방식과 언변 때문에 실수였다고 개인적으로 믿었으며, 태너에게 사임을 요청하고 그를 그린 B. 라움으로 교체했다. 라움 또한 연금 사건을 신속하게 처리해 주는 대가로 대출금을 받았다는 비난을 받았지만, 해리슨은 라움의 무죄를 입증하는 공화당 의회 조사 보고서를 수락한 후 그를 임기 내내 재직시켰다.

### 시민권

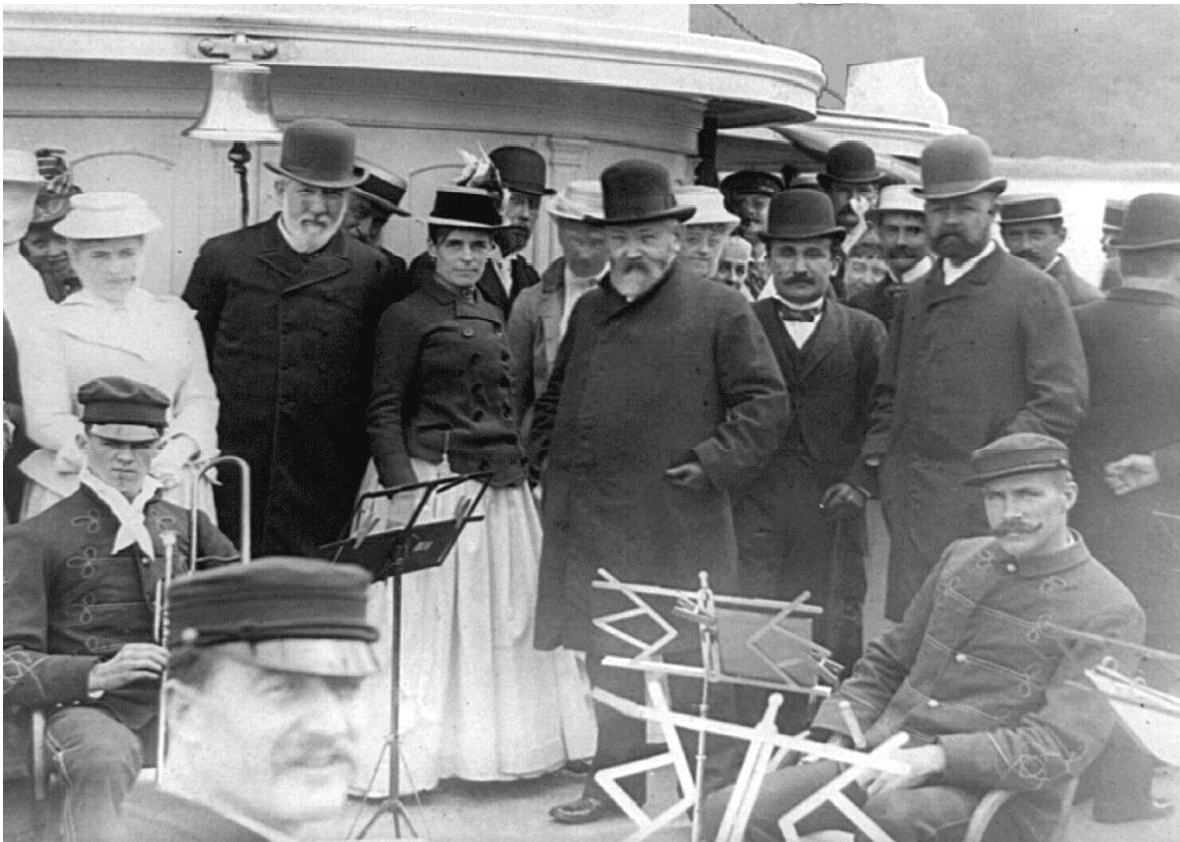
1889년 메인주 해안에서 해리슨이 블레인 장관과 헨리 캐벗 로지 주니어 하원의원과 함께하는 모습

미국 수정 헌법 제15조를 위반하여 많은 남부 주들은 아프리카계 미국인들의 투표권을 박탈했다. 백인 남부인들을 공화당으로 끌어들이려는 "릴리-화이트 정책"이 실패했다고 확신하고, 아프리카계 미국인 유권자들의 참정권 박탈이 비도덕적이라고 믿은 해리슨은 연방 선거 법안을 지지했다. 헨리 캐벗 로지 주니어 하원의원과 조지 프리스비 호어 상원의원이 작성한 이 법안은 미국 하원 선거에 대한 연방 감독을 제공했을 것이다. 이 법안의 남부 반대자들은 이 법이 미 육군이 투표권을 강제할 수 있도록 허용할 것이라고 주장하며 이를 "강제 법안"이라고 불렀지만, 법에는 그러한 조항이 없었다. 이 법안은 1890년 7월 주로 당파적인 투표로 하원을 통과했지만, 공화당 지도자들이 관세 및 기타 우선순위에 집중하기로 선택한 후 상원에서 법안에 대한 투표가 지연되었다. 1891년 1월, 상원은 은 공화당이 지지하는 무관한 법안을 지지하여 연방 선거 법안의 심의를 35대 34로 연기하기로 투표했고, 이 법안은 통과되지 못했다. 많은 공화당원들이 연방 선거 법안을 지지했지만, 자신들의 선거구에서 감독을 두려워하는 시정당 간부들의 반대에 부딪혔다. 다른 공화당원들은 다른 우선순위에 집중하기 위해 이 법안을 희생할 의사가 있었다. 이 법안은 1930년대까지 아프리카계 미국인의 시민권을 보호하려는 마지막 중요한 연방 시도였으며, 그 실패로 남부 주들은 짐크로 법을 통과시켜 남부 흑인들의 거의 완전한 참정권 박탈로 이어졌다.
법안 통과 실패 후, 해리슨은 의회 연설에서 아프리카계 미국인의 시민권을 계속 옹호했다. 밀러 법무장관은 남부에서 투표권 침해에 대한 기소를 진행했지만, 백인 배심원들은 종종 위반자들을 유죄 판결하거나 기소하기를 거부했다. 그는 주들이 시민권에 대한 권한을 가진다면 "우리는 그들이 그것에 대해 작업하고 있는지 물을 권리가 있다"고 주장했다. 해리슨은 또한 헨리 W. 블레어 상원의원이 제안한 법안을 지지했는데, 이 법안은 학생들의 인종과 관계없이 학교에 연방 자금을 지원하는 것이었을 것이다. 비슷한 법안들이 1880년대 동안 강력한 공화당 지지를 얻었음에도 불구하고, 블레어의 법안은 1890년 여러 공화당원들이 반대표를 던진 후 상원에서 부결되었다. 해리슨은 또한 1875년 시민권법의 대부분을 위헌이라고 선언했던 시민권 사건에서 대법원의 판결을 뒤집기 위한 실패한 헌법 개정안을 지지했지만, 그러한 개정안에 대한 조치는 취해지지 않았다.

### 국유림
1891년 3월, 의회는 1891년 토지 개혁법을 제정했고 해리슨은 이에 서명했다. 이 법안은 당시까지 공공 토지에서 부여되었던 잉여 토지를 잠재적인 정착지나 철도 조합의 사용을 위해 간척하려는 초당적인 열망에서 비롯되었다. 법안의 초안이 확정될 때, 해리슨의 내무장관 존 노블의 요청에 따라 24조가 추가되었는데, 다음과 같이 명시되어 있다.
미국 대통령은 수시로 숲이 있는 공공 토지를 가진 모든 주나 영토에서, 상업적 가치 여부와 관계없이 전체 또는 일부가 임목이나 관목으로 덮인 공공 토지의 어떤 부분을 공공 보호 구역으로 지정하고 유보할 수 있으며, 대통령은 공공 선언을 통해 그러한 보호 구역의 설립과 그 한계를 선포해야 한다.
이 법이 제정된 지 한 달 이내에 해리슨은 와이오밍주 옐로스톤 국립공원에 인접한 공공 토지에 첫 번째 산림 보호 구역을 승인했다. 다른 지역들도 해리슨에 의해 지정되어, 그의 임기 동안 총 2천2백만 에이커의 첫 번째 산림 보호 구역이 생겨났다. 해리슨은 또한 애리조나의 카사 그란데에 있는 선사 시대 인디언 유적을 연방 보호 하에 둔 최초의 인물이기도 했다.

### 아메리카 원주민 정책
해리슨 행정부 동안, 이전에 사우스다코타의 보호구역에 갇혀 있던 라코타 수족은 약사 워보카의 영향을 받아 불안해졌다. 그는 그들이 유령의 춤이라고 불리는 영적 운동에 참여하도록 격려했다. 워싱턴의 많은 사람들은 유령의 춤의 주로 종교적인 성격을 이해하지 못했고, 그것이 정부에 대항하여 아메리카 원주민들을 결집시키는 군사적 운동이라고 생각했다. 그러나 실제로는 유령의 춤을 추는 사람들은 약 4,200명에 불과했으며, 대부분은 여성, 어린이, 노인이었다. 1890년 11월, 해리슨 자신은 "인접 주 정착민들의 생명과 가정을 위태롭게 할 수 있는 어떠한 발생도 막기 위해" 파인 릿지에 병력을 명령했다. 병력의 도착은 양측의 긴장을 고조시켰고, 원주민들은 위협을 느꼈다. 1890년 12월 29일, 제7기병대 병력은 운디드니에서 수족과 충돌했다. 그 결과 많은 여성과 어린이를 포함하여 최소 146명의 수족이 학살당했고, 사망한 수족은 공동묘지에 묻혔다. 이에 대한 반응으로 해리슨은 넬슨 A. 마일스 소장에게 조사를 지시하고 3,500명의 연방군을 사우스다코타로 보냈다. 반란은 종식되었다. 그 후 해리슨은 제7기병대를 기렸으며, 20명의 군인이 학살에서의 역할로 훈장을 받았다. 운디드니는 19세기 마지막 주요 아메리카 원주민 전투로 여겨진다. 해리슨의 아메리카 원주민에 대한 일반적인 정책은 백인 사회로의 동화를 장려하는 것이었으며, 학살에도 불구하고 그는 이 정책이 일반적으로 성공적이었다고 믿었다. 할당 시대로 알려지고 도스 토지할당법에 구현된 이 정책은 당시 자유주의 개혁가들에게 선호되었지만, 결국 아메리카 원주민들이 대부분의 토지를 백인 투기꾼들에게 저렴한 가격으로 팔게 되어 그들에게 해로움이 입증되었다.
취임 직후, 해리슨은 인디언 준주 일부를 백인 정착민들에게 개방하는 세출 법안에 서명했다. 이 준주는 19세기 초 "문명화된 다섯 부족"의 재정착을 위해 설립되었으며, 무할당 토지로 알려진 준주의 일부는 아직 어떤 부족에게도 할당되지 않았다. 1889년 토지 쟁탈전에서 5만 명의 정착민이 토지 소유권을 주장하기 위해 무할당 토지로 이동했다. 1890년 오클라호마 유기법에 따라 오클라호마 준주가 인디언 준주 서부 절반에서 생성되었다.

### 연방 이민 통제 및 엘리스섬
1890년 해리슨 대통령은 이민에 대한 연방 통제권을 승인하여, 이전에 주가 규제하도록 했던 정책을 종료했다. 나아가, 1891년 3월 3일 1891년 이민법에 서명하여 재무부에 연방 이민 기관을 설립하고, 입국이 허용되는 외국인과 입국이 금지되는 외국인 유형에 대한 규정을 수립했으며, 미국에서 가장 분주한 이민자 입국 항구인 뉴욕 항구의 엘리스섬에 최초의 연방 이민 스테이션 건설에 자금을 지원했다. 또한 보스턴, 필라델피아, 볼티모어 등 다른 항구 도시에도 더 작은 이민 시설을 위한 자금이 제공되었다.

### 기술 및 군사 현대화

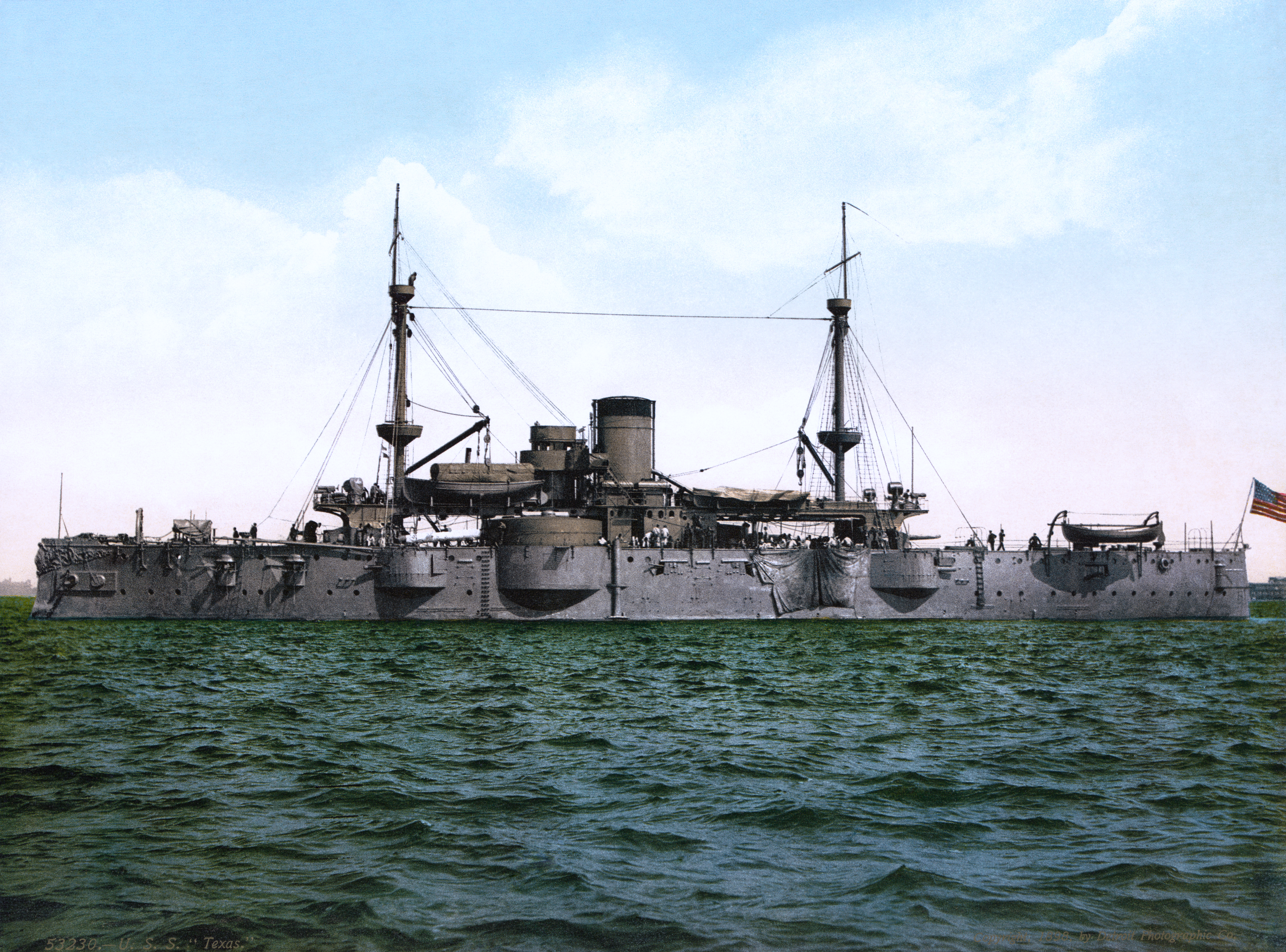
1892년에 건조된 미국 최초의 전함인

해리슨 재임 기간 동안 미국은 과학 기술의 발전을 계속 경험했으며, 해리슨은 목소리가 보존된 최초의 대통령이다. 그(36초 녹음 (도움말·정보))는 원래 1889년 잔니 베티니에 의해 왁스 축음기 실린더에 기록되었다. 해리슨은 또한 에디슨 제너럴 일렉트릭 회사에 의해 백악관에 처음으로 전기를 설치했지만, 그와 그의 아내는 감전될까봐 전등 스위치를 만지지 못했고 종종 불을 켠 채 잠들기도 했다.
미국 해군은 남북 전쟁 이후 구식화되었지만, 체스터 A. 아서 대통령 하에서 개혁과 확장이 시작되었다. 해리슨이 취임했을 때 해군에는 단 두 척의 현역 군함만이 있었다. 그는 취임 연설에서 "충분한 수의 군함과 필요한 무기의 건설은 신중함과 완벽함에 일치하게 신속하게 진행되어야 한다"고 말했다. 해리슨의 해군 확장 지지는 여러 해군 장교들의 도움과 격려를 받았는데, 이들은 해군이 미국 무역을 보호하고 미국 세력을 투사하는 데 유용할 것이라고 주장했다. 1890년, 앨프리드 세이어 머핸 대령은 해군 확장을 요구하는 영향력 있는 해군 전략서인 해양력이 역사에 미치는 영향을 출판했다. 해리슨은 이를 강력히 지지했고, 머핸은 해군대학교 학장으로 복직되었다. 벤저민 F. 트레이시 해군장관은 선박의 신속한 건조를 주도했으며, 1년 이내에 인디애나, 텍사스, 오리건, 컬럼비아와 같은 군함 건조에 대한 의회의 승인을 얻었다. 1898년까지 카네기 코퍼레이션의 도움으로 강철 선체와 더 큰 배수량 및 무장을 갖춘 최소 10척의 현대식 군함이 미국을 정당한 해군 강국으로 변화시켰다. 이들 중 7척은 해리슨 임기 동안 시작되었다.
미국 육군 역시 미국 인디언 전쟁이 계속되었음에도 불구하고 남북 전쟁 이후 거의 방치되었다. 해리슨이 취임했을 때, 약 28,000명의 장교와 병사가 있었고, 대부분의 장비는 유럽 군대의 것보다 열등했다. 프록터 전쟁장관은 개선된 식단과 강제 휴가 부여를 포함한 여러 개혁을 시도하여, 탈영률 감소로 이어졌다. 장교 승진은 연대 기준이 아닌 병과 기준으로 부여되기 시작했고, 승진 대상자는 시험을 통과해야 했다. 해리슨 행정부는 또한 미국 육군차관 직책을 재설립하여 국방부의 두 번째 서열 구성원으로 봉사하도록 했다. 해리슨의 개혁 노력은 탈영률을 절반으로 줄였지만, 그 외에는 그의 임기 말에도 육군은 거의 같은 상태를 유지했다.

### 지명 표준화
행정 명령에 의해 해리슨은 1890년 미국 지명위원회를 설립했다. 이 위원회는 미국 내 공동체와 자치 단체의 이름 철자를 표준화하는 임무를 맡았다. 이름의 일부로 아포스트로피나 복수형이 있는 대부분의 마을은 단수형으로 다시 작성되었고(예: Weston's Mills는 웨스턴 밀스가 됨) "burgh"로 끝나는 장소는 "burg"로 잘렸다. 특히 논란이 된 한 사례에서는 펜실베이니아주피츠버그가 피츠버그로 축약되었지만, 지역 주민들이 "Pittsburgh" 철자를 계속 사용하자 20년 후에 결정이 번복되었다.

## 외교 정책
해리슨은 급속한 재정 및 경제력 성장에 따라 미국이 세계 문제에서 더 중요한 역할을 수행하도록 불가피하게 이끄는 민족주의와 제국주의의 힘을 이해했다. 비효율적인 외교단은 여전히 정실 인사 문제에 얽매여 있었지만, 빠르게 성장하는 영사 서비스는 해외 무역을 활발히 촉진했다. 1891년 연설에서 해리슨은 미국이 무역의 "새로운 시대"에 있으며, 확장되는 해군이 해상 운송을 보호하고 해외에서 미국의 영향력과 위신을 높일 것이라고 선언했다. 세계 문제에서 미국의 중요성이 증가함은 1893년 의회 법안에 반영되었는데, 이는 해외의 가장 중요한 외교 대표의 직위를 특명전권공사에서 대사로 격상시켰다.

### 라틴아메리카
해리슨과 블레인은 다른 나라들과의 상업적 상호주의를 강조하는 야심 찬 외교 정책에 동의했다. 그들의 목표는 라틴아메리카에서 지배적인 상업 강국으로서 영국을 대체하는 것이었다. 아메리카 국가 제1차 국제 회의는 1889년 워싱턴에서 열렸다. 해리슨은 관세 및 통화 통합을 포함한 적극적인 의제를 설정하고 존 B. 헨더슨과 앤드루 카네기가 이끄는 초당파적 회의 대표단을 임명했다. 회의는 어떤 외교적 돌파구도 달성하지 못했지만, 범미주 연합이 된 정보 센터를 설립하는 데 성공했다. 외교적 실패에 대응하여 해리슨과 블레인은 외교적으로 전환하여 라틴 아메리카 국가들과의 관세 상호주의를 위한 캠페인을 시작했다. 해리슨 행정부는 이들 국가들과 8개의 상호주의 조약을 체결했다. 해리슨 행정부는 캐나다와의 상호주의를 추구하지 않았는데, 해리슨과 블레인은 캐나다가 영국 경제권의 통합적인 부분이며 미국이 지배하는 무역 시스템에 통합될 수 없다고 믿었기 때문이다. 다른 한편으로, 해리슨은 프레더릭 더글러스를 아이티 대사로 파견했지만, 그곳에 해군 기지를 설립하려는 시도는 실패했다.

### 사모아
1889년까지 미국, 영국, 독일은 태평양의 사모아 제도 통제권을 놓고 점점 더 격화되는 분쟁에 갇혀 있었다. 이 분쟁은 1887년 독일이 섬 체인에 대한 통제권을 확립하려 시도하고 클리블랜드 대통령이 사모아 정부를 방어하기 위해 세 척의 해군 함선을 파견하면서 시작되었다. 미국과 독일 군함이 대치했지만, 모두 1889년 3월 15-17일의 1889년 아피아 사이클론으로 심하게 손상되었다. 영국 및 미국과의 관계 개선을 모색하던 독일 총리 오토 폰 비스마르크는 베를린에서 회의를 소집했다. 세 나라의 대표단은 사모아에 삼국 보호령을 설립하는 베를린 조약에 합의했다. 역사학자 조지 H. 라이든은 해리슨이 사모아 회의 협상의 모든 측면에서 확고한 입장을 취함으로써 이 태평양 전초 기지의 지위를 결정하는 데 핵심적인 역할을 했다고 주장한다. 이는 현지 통치자 선택, 독일에 대한 배상금 허용 거부, 그리고 미국으로서는 처음으로 삼국 보호령 설립을 포함한다. 심각한 장기적 결과는 1890년 비스마르크가 축출된 후 독일의 외교 정책에 대한 미국의 불신이었다.

### 유럽의 미국산 돼지고기 금수 조치
1880년대에 미국산 돼지고기에서 유래했다고 추정되는 모호한 선모충증 보고에 대응하여 독일과 다른 아홉 유럽 국가들은 미국 돼지고기 수입을 금지했다. 쟁점은 1880년에 13억 파운드가 넘는 돼지고기 제품으로 연간 1억 달러의 가치에 달하는 것이었다. 해리슨은 의회를 설득하여 수출품의 품질을 보증하는 1890년 육류 검사법을 제정하게 했고, 제러마이아 M. 러스크 농무장관에게 독일의 인기 있는 사탕무 설탕에 대한 금수 조치를 시작하여 독일에 보복 위협을 가하도록 명령했다. 이는 결정적이었고, 1891년 9월 독일은 굴복했으며, 다른 국가들도 곧 뒤따랐다.

### 알류샨 열도와 칠레 위기
해리슨이 직면한 첫 번째 국제 위기는 알래스카주 해안의 어업권 분쟁에서 비롯되었다. 캐나다가 많은 알류샨 열도 주변의 어업 및 물범 사냥 권리를 주장하자, 미 해군은 여러 캐나다 선박을 나포했다. 1891년, 행정부는 영국과의 협상을 시작했는데, 이는 결국 국제 중재 후 어업권에 대한 타협으로 이어졌고, 1898년 영국 정부가 보상금을 지불했다.

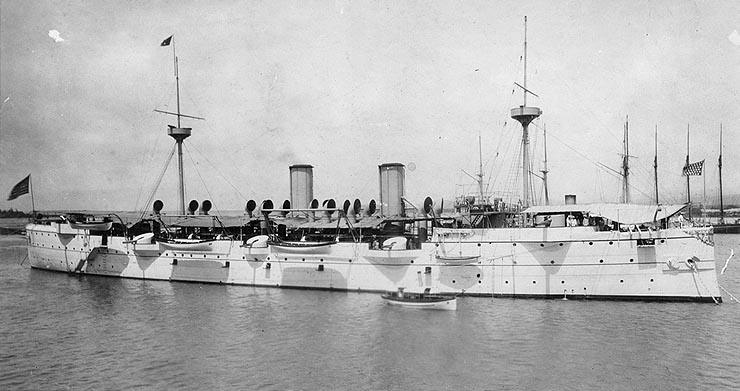
의 선원 공격은 1891년 칠레 위기를 촉발시켰다.

1891년, 칠레에서 볼티모어 위기로 알려진 새로운 외교적 위기가 발생했다. 칠레 주재 미국 공사 패트릭 이간은 1891년 칠레 내전 동안 피난처를 찾던 칠레인들에게 망명을 허용했다. 이전에 미국으로 이민 온 전투적인 아일랜드인이었던 이간은 칠레에서 영국의 영향력을 저지하려는 개인적인 욕구에 의해 동기를 부여받았다. 위기는 USS 볼티모어의 선원들이 발파라이소에서 상륙 휴가를 보내던 중 싸움이 발생하여 미국 선원 두 명이 사망하고 30여 명이 체포되면서 본격적으로 시작되었다. 볼티모어 함장 윈필드 슐리는 선원들의 상처 상태를 근거로 선원들이 칠레 경찰에게 아무런 도발 없이 총검 공격을 받았다고 주장했다. 블레인이 무력화된 상황에서 해리슨은 배상 요구서를 작성했다. 칠레 외무장관은 해리슨의 메시지가 "잘못되었거나 고의적으로 부정확하다"고 답하며, 칠레 정부는 이 사건을 다른 형사 사건과 동일하게 취급하고 있다고 말했다.
전쟁 직전까지 긴장이 고조되었다. 해리슨은 미국이 적절한 사과를 받지 않으면 외교 관계를 단절하겠다고 위협하며, 상황이 "중대하고 애국적인 고려"를 요구한다고 말했다. 대통령은 또한 "미국의 위엄과 위신, 영향력이 완전히 희생되지 않으려면, 우리는 해외 항구에서 국기를 게양하거나 복장을 입는 사람들을 보호해야 한다"고 언급했다. 회복된 블레인은 칠레 정부에 대한 간략한 화해 제스처를 취했지만, 행정부 내에서 지지받지 못했다. 그는 곧 태도를 바꾸어 칠레인들의 무조건적인 양보와 사과를 요구하는 목소리에 합류했다. 칠레인들은 결국 이에 응했고, 전쟁은 피할 수 있었다. 시어도어 루스벨트는 나중에 해리슨이 이 문제에서 "큰 몽둥이"를 사용한 것에 대해 칭찬했다.

### 하와이 합병
미국은 1875년에 하와이와 상호 호혜 조약을 체결했으며, 그 이후 일본과 영국의 하와이 지배 시도를 저지해 왔다. 해리슨은 태평양에서 전략적 위치를 차지하고 있는 하와이를 합병하려고 했고, 그곳에는 미국 정착민들이 통제하는 성장하는 설탕 사업이 있었다. 릴리우오칼라니 여왕에 대한 쿠데타 이후, 샌퍼드 돌이 이끄는 하와이 새 정부는 미국의 합병을 청원했다. 해리슨은 하와이에서 미국의 영향력을 확대하고 진주만에 해군 기지를 설립하는 데 관심이 있었지만, 이전에 섬 합병에 대한 의견을 표명한 적은 없었다. 하와이 주재 미국 영사는 1893년 2월 1일 새로운 하와이 정부를 승인하고, 합병 제안을 워싱턴으로 전달했다. 퇴임까지 한 달밖에 남지 않은 상황에서 행정부는 2월 14일에 합병 조약에 서명하고 다음 날 상원에 제출했다. 상원은 조치하지 않았고, 클리블랜드 대통령은 그 해 말 취임 직후 조약을 철회했다.

## 휴가와 여행
해리슨 부부는 수도 밖으로 많은 여행을 다녔으며 대부분의 경유지에서 연설을 했다. 여기에는 필라델피아, 뉴잉글랜드, 인디애나폴리스, 시카고 등이 포함되었다. 대통령은 친밀한 환경보다 대규모 청중 앞에서 연설할 때 가장 좋은 인상을 주었다. 그의 대통령 재임 중 가장 주목할 만한 여행은 1891년 봄에 호화롭게 꾸며진 기차를 타고 서부를 5주 동안 순회한 것이었다. 해리슨은 수도 근처인 버지니아나 메릴랜드로 짧은 여행을 자주 즐겼는데, 주로 사냥을 위해서였다.
워싱턴의 더운 여름 동안 해리슨 부부는 디어 파크 (메릴랜드주)와 케이프 메이 포인트 (뉴저지주)에서 피난처를 찾았다. 1890년, 워너메이커 우정청장은 해리슨 부부의 필라델피아 지지자들과 함께 케이프 메이에 여름 별장을 선물했다. 해리슨은 감사했지만, 부적절해 보이는 것에 불편함을 느꼈다. 한 달 후, 그는 워너메이커에게 기부자들에게 상환하기 위해 1만 달러를 지불했다. 그럼에도 불구하고, 해리슨의 반대자들은 이 선물을 전국적인 조롱거리로 만들었고, 해리슨 부부는 격렬한 비판을 받았다.

## 1890년 중간선거
제51대 의회 말기까지 해리슨과 공화당의 동맹은 미국 역사상 가장 야심찬 평화 시기 국내 입법 프로그램을 통과시켰지만, 1890년 선거 결과는 입법 속도를 갑작스럽게 중단시켰다. 공화당은 하원에서 거의 100석을 잃었고, 민주당의 찰스 프레더릭 크리스프가 토머스 브래킷 리드를 대신하여 하원 의장이 되었다. 그러나 공화당은 상원 다수당 지위를 지켰다. 1890년 선거에서는 남부와 중서부 농민들로 구성된 제3당인 인민당의 부상도 목격되었다. 인민당은 농민동맹, 노동기사단, 그리고 다른 농업 개혁 운동에서 비롯되었다. 이 당은 복본위제, 그린백의 복원, 전신 및 철도 국유화, 세금 개혁, 국영은행 폐지 및 기타 정책을 선호했다. 당의 새로운 인기는 부분적으로 많은 사람들이 다른 집단에 불이익을 주면서 산업가들에게 이익을 준다고 여겼던 매킨리 관세에 대한 반감 때문에 촉진되었다. 중서부의 많은 인민당원들은 공화당을 떠났고, 남부에서는 인민당과 연계된 후보들이 일반적으로 민주당의 일부로 남았다. 공화당 표의 분열은 네브래스카의 미래 대통령 후보인 윌리엄 제닝스 브라이언을 포함하여 중서부에서 민주당원들의 부상을 가능하게 했다.

## 1892년 대통령 선거
1892년이 되자 재무부 잉여금은 고갈되었고 국가 경제 상황은 악화되고 있었다. 이는 결국 1893년 공황의 전조였다. 해리슨은 의회 공화당원들과 입법에 협력했지만, 여러 당 지도자들은 해리슨의 임명에 대한 불만으로 지지를 철회했다. 매튜 퀘이, 토마스 플랫, 토마스 리드는 조용히 불만 위원회를 조직했는데, 그들의 목표는 해리슨을 축출하는 공세를 시작하는 것이었다. 해리슨의 많은 비판자들은 무력화된 블레인을 계속 밀어붙였지만, 그는 1892년 2월에 후보가 아니라고 발표했다. 일부 당 지도자들은 여전히 블레인을 출마시키기를 바랐고, 그가 6월에 국무장관직에서 막판 사임하면서 추측이 커졌다. 미니애폴리스에서 열린 전당대회에서 해리슨은 첫 투표에서 승리했지만, 블레인과 윌리엄 매킨리 모두 유일한 투표에서 표를 얻으며 상당한 반대에 부딪혔다. 전당대회에서 모턴 부통령은 후보에서 제외되었고, 그를 대신하여 휘틀로 리드 대사가 지명되었다.
민주당은 전 대통령 클리블랜드를 다시 지명하여 1892년 선거는 4년 전의 재대결이 되었다. 지난 4년간의 관세 개정으로 수입품이 너무 비싸져 많은 유권자들이 관세 인하를 선호하기 시작했다. 인민주의당은 7월에 첫 전국 대회를 열어 전 하원의원 제임스 위버가 이끄는 대통령 후보를 지명했다. 대회는 자유 은화, 그린백 재도입, 누진적 소득세, 8시간 근무제, 상원의원 직접 선거, 철도 국유화를 요구하는 오마하 강령을 채택했다. 많은 전통적인 공화당원인 서부인들은 위버에게 이탈했지만, 이 당은 노스캐롤라이나를 제외하고 남부의 지지자들을 결집시키는 데 실패했다. 홈스테드 파업 및 기타 파업의 진압 효과는 공화당을 분열시켰고, 많은 북부 노동자들이 민주당으로 이탈했다. 클리블랜드가 그의 경력 내내 고관세에 반대했던 것은 1892년 선거 운동에 도움이 되었고, 민주당원들은 공화당을 대기업의 당이라고 공격했다.

1892년 선거인단 투표 결과

해리슨의 아내 캐롤라인은 1892년 초부터 심각한 결핵으로 고생하다 선거 2주 전인 10월 25일에 사망했다. 그녀의 대통령 부인 역할은 해리슨의 남은 임기 동안 그들의 딸 메리 해리슨 매키가 맡았다. 해리슨 부인의 불치병과 두 주요 후보 모두 백악관에서 재직했다는 사실로 인해 저조한 캠페인이 진행되었고, 두 후보 모두 개인적으로 적극적인 유세 활동을 하지 않았다.
클리블랜드는 결국 해리슨의 145표에 비해 277표의 선거인단 득표를 얻어 20년 만에 가장 결정적인 차이로 선거에서 승리했다. 클리블랜드는 일반 투표의 46%를 얻어 해리슨을 약 37만 5천 표 차이로 이겼다. 클리블랜드는 뉴욕, 뉴저지, 코네티컷, 인디애나 등 4개 스윙 스테이트를 휩쓸었으며, 또한 남북 전쟁 이후 처음으로 위스콘신과 인디애나를 차지한 민주당원이 되었다. 위버는 100만 표가 조금 넘는 득표와 22표의 선거인단 득표를 얻었는데, 그의 지지 대부분은 서부 유권자들로부터 나왔다. 1892년 의회 선거에서 민주당은 하원의 통제권을 유지하고 상원에서 다수당이 되었다. 그 결과로 제53차 미국 의회는 남북 전쟁 이후 처음으로 민주당이 대통령직과 양원 모두를 통합적으로 통제하게 된 시점이었다.

## 역사적 평가
19세기 후반 짧은 기간 동안 재임했던 여러 공화당 대통령 중 한 명이자 단임 대통령으로서 해리슨은 가장 덜 알려진 대통령 중 한 명이며, 아마도 다른 대통령의 손자였던 유일한 대통령으로 가장 잘 알려져 있을 것이다. 2012년 뉴욕 매거진의 한 기사는 해리슨을 "가장 잊힌 대통령"으로 선정했다. 민주당원들의 면밀한 조사에도 불구하고, 해리슨의 명성은 그가 백악관을 떠날 때 대체로 손상되지 않았다. 1893년 공황 이후, 해리슨은 은퇴 후 더욱 인기를 얻었다. 역사학자 헤더 콕스 리처드슨은 해리슨이 1893년 공황에 대한 비난을 대체로 피했다고 썼다. 당시 대중과 이후 많은 역사학자들은 주로 그로버 클리블랜드에게 이 경제 위기(미국 역사상 최악의 경기 침체 중 하나)의 책임을 돌렸다. 전기 작가 레이 E. 붐하워는 해리슨이 퇴임한 지 수십 년 동안 역사학자들은 해리슨을 모든 미국 대통령 중에서 "중간 정도이거나 심지어 그 이하"로 평가했다고 썼다. 붐하워는 이러한 낮은 평가에 기여한 요인 중 하나가 1950년대와 1960년대 해리 J. 시버스(Harry J. Sievers)의 세 권짜리 전기가 출판될 때까지 해리슨에 대한 전기가 출판되지 않았다는 사실이라고 주장한다.
해리슨의 역사적 평가는 미미하며, "그의 시대에 대한 일반적인 설명은 해리슨을 불분명한 존재로 부정확하게 다룬다." 일부 역사학자들은 해리슨을 "당 보스들의 가벼운 꼭두각시"로 묘사했으며, 워싱턴 포스트의 릴리언 커닝햄은 "[벤저민 해리슨]을 언급하는 미국 역사책은 거의 없지만, 언급될 때는 대개 그다지 좋은 평이 아니다"라고 지적한다. 2019년 학자들의 순위를 종합하여 최악의 미국 대통령을 선정한 U.S. 뉴스 & 월드 리포트는 해리슨을 45명의 대통령 중 11번째로 최악의 대통령으로 평가했다. 2018년 미국정치학회의 대통령 및 행정 정치 부문 설문조사에서는 해리슨을 32번째로 좋은 대통령으로 평가했다. 2017년 C-SPAN의 역사학자 설문조사에서는 해리슨을 30번째로 좋은 대통령으로 평가했다. 2022년 시에나 칼리지 연구소 설문조사에서는 해리슨을 당시까지 재직한 45명의 대통령 중 34번째로 좋은 대통령으로 평가했다. 역사학자 앨런 B. 스페터는 다음과 같이 썼다.
그의 개인적인 열정 부족과 주요 전쟁과 같은 진정으로 중대한 사건의 부재로 인해, 해리슨은 재건 시대 이후 1900년까지의 다른 모든 대통령들과 함께 평범한 순위에 배정되었다. 그는 평균적인 대통령으로 기억되며, 최고는 아니지만 확실히 최악도 아니다.
많은 최근 역사학자들은 19세기 후반 외교 정책에 영향을 미친 해리슨 행정부의 중요성을 인정했다. 역사학자들은 종종 블레인 국무장관에게 외교 정책 이니셔티브에 대한 공로를 돌렸지만, 역사학자 찰스 칼훈은 해리슨이 무역 협상, 철강 해군 건설, 해외 확장, 그리고 먼로주의를 통한 아메리카 대륙 지배에 대한 미국의 역할 강조에 더 큰 책임이 있었다고 주장한다. 칼훈이 보는 주요 약점은 대중과 심지어 풀뿌리 공화당이 이러한 주요 활동의 맹공격에 완전히 준비되지 않았다는 점이었다. 그럼에도 불구하고, 해리슨이 법안에 서명한 셔먼 반독점법은 120년이 지난 지금도 유효하며, 해리슨의 보존주의 노력은 시어도어 루스벨트와 같은 대통령 아래에서 계속될 것이다.
해리슨의 아프리카계 미국인 투표권 및 교육 지지는 1930년대까지 시민권을 보호하려는 마지막 중요한 시도였다. 해리슨이 "평균보다 훨씬 나은 시민권 기록"을 가지고 있다고 썼지만, 거버닝 매거진의 클레이 S. 젠킨슨은 해리슨의 아메리카 원주민 정책, 특히 운디드니 학살에서의 그의 역할을 비판한다. 리처드슨 또한 운디드니 학살의 근본 원인이 해리슨 행정부가 원주민 토지를 정착민들에게 개방하여 1890년 상원 선거를 앞두고 공화당에 대한 지지를 얻으려 했던 노력에 있다고 주장한다. 리처드슨은 또한 해리슨 행정부와 공화당 동맹국들이 1893년 공황에 대한 많은 비난을 받아야 한다고 주장하는데, 그들의 1892년 선거와 대통령직 인수 기간 동안 민주당 정책에 대한 비난이 투자자들 사이에 공포를 불러일으켰고, 해리슨이 경제 위기 초기에 후속 조치를 취하지 않아 미국 역사상 최악의 경기 침체 중 하나로 악화되도록 허용했기 때문이다.

## 참고 자료

### 서적
- Boomhower, Ray E. (2019). 《Mr. President: A Life of Benjamin Harrison》. Indiana Historical Society. ISBN 9780871954282.
- Calhoun, Charles William (2005). 《Benjamin Harrison》. Macmillan. ISBN 978-0-8050-6952-5.
- Gerhardt, Michael J. (2013). 《The Forgotten Presidents: Their Untold Constitutional Legacy》. OUP USA. ISBN 9780199967797.
- Moore, Chieko; Hale, Hester Anne (2006). 《Benjamin Harrison: Centennial President》. Nova Publishers. ISBN 978-1-60021-066-2.
- Smith, Robert C., 편집. (2003). 《Encyclopedia of African-American politics》. Infobase Publishing. ISBN 978-0-8160-4475-7.
- Socolofsky, Homer E.; Spetter, Allan B. (1987). 《The Presidency of Benjamin Harrison》. University Press of Kansas. ISBN 978-0-7006-0320-6.
- Spetter, Allan B. (2016). 〈Benjamin Harrison〉.   Gormley, Ken. 《The Presidents and the Constitution: A Living History》. New York: New York University Press Press. ISBN 9781479839902.
- Wallace, Lew (1888). 《Life and Public Services of Benjamin Harrison》. Edgewood Publishing Co.
- White, Richard (2017). 《The Republic for Which It Stands: The United States During Reconstruction and the Gilded Age: 1865–1896》. New York: Oxford University Press. ISBN 9780190619060.
- Williams, R. Hal (1974). 〈Benjamin Harrison 1889–1893〉.   Woodward, C. Vann. 《Responses of the Presidents to the Charges of Misconduct》. Dell Publishing Co., Inc. 191–195쪽. ISBN 0-440-05923-2.
- Wilson, Kirt H. (2005). 〈The Politics of Place and Presidential Rhetoric in the United States, 1875–1901〉.   Rigsby, Enrique D.; Aune, James Arnt. 《Civil Rights Rhetoric and the American Presidency》. TAMU Press. 16–40쪽. ISBN 978-1-58544-440-3.

### 논문
- Batten, Donna, 편집. (2010). 《Gale Encyclopedia of American Law》 5 3판. 디트로이트. 208–209쪽.

- Calhoun, Charles W. (Fall 1993). 《Civil Religion and the Gilded Age Presidency: The Case of Benjamin Harrison》. 《Presidential Studies Quarterly》 23. 651–667쪽. JSTOR 27551144.
- Calhoun, Charles W. (July 2002). 《Reimagining the "Lost Men" of the Gilded Age: Perspectives on the Late Nineteenth Century Presidents》. 《The Journal of the Gilded Age and Progressive Era》 1. 225–257쪽. doi:10.1017/S1537781400000244. JSTOR 25144300. S2CID 162509769.
- Gallagher, Douglas Steven. "The 'smallest mistake': explaining the failures of the Hayes and Harrison presidencies." White House Studies 2.4 (2002): 395–414.
- Graff, Henry F., ed. The Presidents: A Reference History (3rd ed. 2002)  online
- Spetter, Allan. "Harrison and Blaine: Foreign Policy, 1889–1893" Indiana Magazine of History 65#3 (1969), pp. 214–227 online
- Stuart, Paul (September 1977). 《United States Indian Policy: From the Dawes Act to the American Indian Policy Review Commission》. 《Social Service Review》 51. 451–463쪽. doi:10.1086/643524. JSTOR 30015511. S2CID 143506388.
- Volwiler, A. T. "Harrison, Blaine, and American Foreign Policy, 1889-1893" Proceedings of the American Philosophical Society 79#4 1938) pp. 637–648 online

## 추가 자료
- Baker, George W. "Benjamin Harrison and Hawaiian Annexation: A Reinterpretation." Pacific Historical Review 33.3 (1964): 295–309. online
- Calhoun, Charles W. "Benjamin Harrison, Centennial President: A Review Essay." Indiana Magazine of History (1988). online
- Dozer, Donald Marquand. "Benjamin Harrison and the Presidential Campaign of 1892." American Historical Review 54.1 (1948): 49–77. online
- Gunderson, Megan M. Benjamin Harrison (2009) for middle schools
- Holbrook, Francis X., and John Nikol. "Chilean Crisis of 1891–1892." American Neptune 38.4 (1978): 291–300.
- Rhodes, James Ford. History of the United States from the Compromise of 1850: 1877–1896 (1919) online complete; old, factual and heavily political, by winner of Pulitzer Prize
- Ringenberg, William C. "Benjamin Harrison: The Religious Thought and Practice of a Presbyterian President." American Presbyterians 64.3 (1986): 175–189. online
- Sievers, Harry Joseph. Benjamin Harrison, Hoosier president: The White House and after (1968), vol 3 of his thin but scholarly biography
- Sinkler, George. "Benjamin Harrison and the Matter of Race." Indiana Magazine of History (1969): 197–213. online
- Socolofsky, Homer E. "Benjamin Harrison and the American west." Great Plains Quarterly (1985): 249–258. online
- Taylor, Mark Zachary. "Ideas and Their Consequences: Benjamin Harrison and the Seeds of Economic Crisis, 1889–1893." Critical Review 33.1 (2021): 102–127. https://doi.org/10.1080/08913811.2020.1881354
- Wilson, Kirtley Hasketh. "The problem with public memory: Benjamin Harrison confronts the 'southern question'." in Before the rhetorical presidency (Texas A&M University Press, 2008) pp. 267–288.

### 원문 자료
- Harrison, Benjamin. Public papers and addresses of Benjamin Harrison, twenty-third President of the United States, March 4, 1889, to March 4, 1893. (1893). online
- Harrison, Benjamin. Speeches of Benjamin Harrison, Twenty-third President of the United States (DigiCat, 2022) online
- Volwiler, Albert T., ed. The Correspondence between Benjamin Harrison and James G. Blaine, 1882–1893 (1940)